# Guillaume Lepéduchelle
Guillaume Lepéduchelle dit Péduchelle, né le 26 janvier 1740 à Paris, mort le 30 juillet 1824 à Rozérieulles (Moselle), est un général de brigade de la Révolution française.

## Biographie
Guillaume Lepéduchelle, né en 1740, est le fils d'un garde-française,. 
Lepéduchelle entame la carrière des armes comme soldat dans le Régiment de Piémont en 1758 et y reste jusqu'en 1787, époque à laquelle il se retire de l'armée avec le grade d'adjudant-sous-officier. Avec ce régiment, il sert notamment en Allemagne de 1758 à 1762, puis en Corse de 1776 à 1778.
Il est ensuite maçon et devient major dans la garde nationale de Metz. Avec l'avènement des bataillons de volontaires, il est élu lieutenant-colonel en second du 3e bataillon de volontaires de la Moselle le 18 août 1791 dirigé par Hyacinthe Roger-Duprat. Il sert à l'Armée de la Moselle de 1792 à 1794. Il participe à la défense du siège de Thionville puis à l'expédition de Trèves. Péduchelle reçoit la Croix de Saint-Louis en cette même année 1792. Il est promu général de brigade à l’armée de la Moselle le 22 septembre 1793,. En avril 1794, il prend le commandement de Thionville et à ce titre est témoin au mariage de Lazare Hoche. En octobre 1794, il commande une brigade au siège et à la prise de Luxembourg,. Il s'y est notamment distingué avec sa brigade au combat de la Forêt de Grunemwald et en février 1795, il y commandait la 3e division de l'armée aux ordres du général Ambert,.
Du 13 avril 1796 à 1800, il sert dans la 3e division militaire. Il est admis à la retraite le 28 mars 1800 et l'est effectivement en 1801,,.
Il se retire à Metz et meurt le 30 juillet 1824 à Rozérieulles.

## Sources
- Georges Six (préf. André Lasseray (Commandant)), « Péduchelle (Guillaume Lepéduchelle, dit) », dans Dictionnaire biographique des généraux et amiraux français de la Révolution et de l'Empire : 1792-1814, vol. 2 K - Z, Paris, Georges Saffroy, 1934, 588 p. (lire en ligne), p. 293
- (en) « Generals Who Served in the French Army during the Period 1789 - 1814: Pac to Philippon : Peduchelle », sur Napoleon-Series, juin 2007 (consulté le 4 juillet 2025)
- Thierry Pouliquen, « Les généraux français et étrangers ayant servis [sic] dans la Grande Armée » (consulté le 15 avril 2014)
- (pl) « Guillaume Pedouchelle », sur Napoléon.org.pl (consulté le 3 juillet 2025)